# نيكولا فوكوفيتش
نيكولا فوكوفيتش هو لاعب كرة قدم صربي في مركز الهجوم، ولد في 5 أكتوبر 1996 في غورنيي ميلانوفاتس في صربيا. لعب مع FK Karađorđe Topola ‏.

## وصلات خارجية
- نيكولا فوكوفيتش على موقع قاعدة بيانات كرة القدم.إي يو (الإنجليزية)
- نيكولا فوكوفيتش على موقع Soccerway.com (الإنجليزية)